# Trummagasin
| Trummagasin |
| --- |
| Isärtaget trummagasin till kpist Trummagasin monterad på kpist Del av: Vapenmagasin Magasintyper - Stavmagasin - Cylindermagasin - Tallriksmagasin - Trummagasin - Sadelmagasin - Jägarmagasin Underkategorier - Laddram - Högkapacitetsmagasin |

Trummagasin eller rundmagasin är vapenmagasin som har formen av en trumma, vars patroner hålls längsgående med trummans djup (jämför tallriksmagasin, karusellmagasin). De förekommer traditionellt som högkapacitetsmagasin med en längre patronrad.
Trummagasin används i modern tid vanligen för gruppvapen såsom lätta kulsprutor, kulsprutegevär och automatkanoner som behöver hög ammunitionskapacitet oavsett utformning på magasin, varvid trummagasin oftast har bättre kapacitet och utformning för ändamålet än till exempel stavmagasin.

## För- och nackdelar
Den stora fördelen med trummagasin är att de rymmer fler skott än konventionella stavmagasin, med nackdelen att de är otympligare. Trummagasin med mekanisk matning, såsom via en fjäder, har även ökänt rykte för opålitlig ammunitionsmatning. Utformningen gör de känsliga för eldavbrott som följd av matningsproblem.
De tar även längre tid att ladda om med ny ammunition på grund av den höge kapaciteten och utformningen.

## Patronföranden
I trummagasin dras patronraden traditionellt runt i en cirkel eller spiral kring magasinets mitt, men vissa exempel har friliggande patronrad genom bandad ammunition, då i princip en trumformad bandkassett.
Likt de flesta utformningar av vapenmagasin är trummagasin historiskt enbart en generellt form av magasin och kräver inte någon speciell typ av matningsmetod. Trummagasin har historiskt bland annat använt fjädermatning för löspatroner och bandmatning för bandad ammunition. Vid den senare har trummagasinet i vissa fall i princip enbart bestått av en trumformad metallburk utan någon märkvärd inre mekanism.

## Användning
Historiskt har trummagasin varit väldigt vanligt hos kulsprutepistoler, speciellt under krigsåren. Som exempel kan nämnas: tyska MP 18, finska 9,00 kp/31, sovjetiska PPSj-41 och amerikanska Thompson, vilka alla använde trummagasin som konventionellt magasin under viss period. Trummagasin har även funnits till automatpistoler som tyska Luger P08. 
I modern tid finns det trummagasin till de flesta handeldvapnen, exempelvis AK-47, AK-74 och M16, men trots detta är användning av trummagasin på handeldvapen i strid relativt begränsad och används huvudsakligen enbart till kulsprutegevär (typexempel: RPK, MG36) då de är understödsvapen. Moderna truppförsök med trummagasin till automatkarbiner av både amerikanska och brittiska soldater visade att trummagasinen var opålitliga och problematiska. Även Sverige ska ha testat trummagasin till automatkarbin 5 under viss tid men inget sådant används i aktiv tjänst.

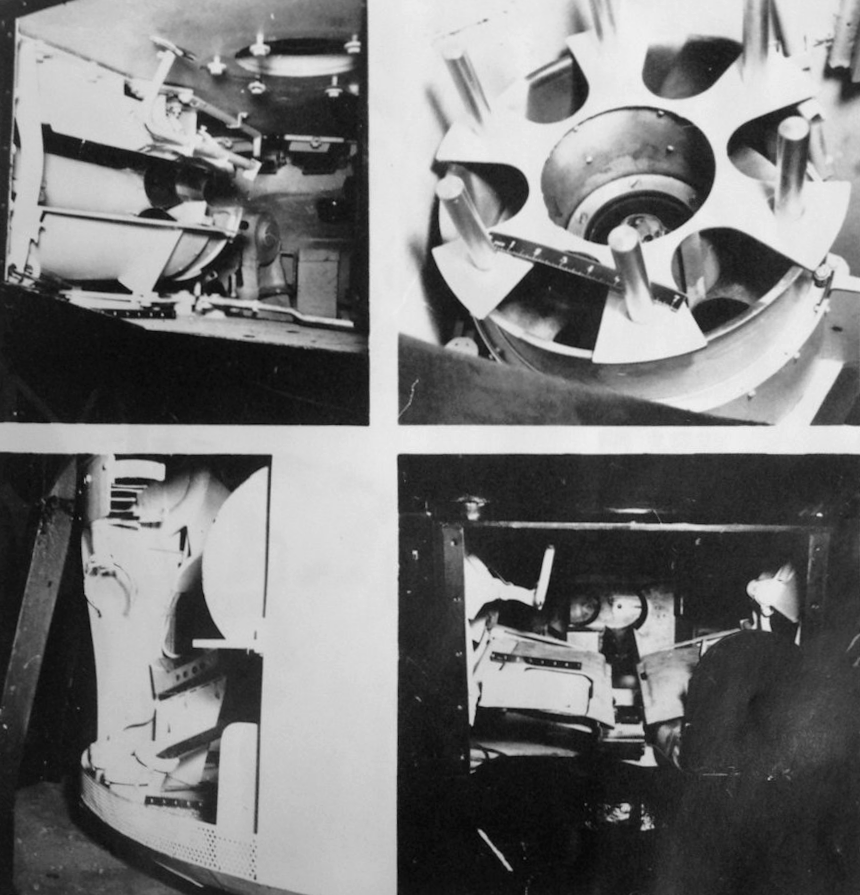
Magasintrummorna i baktornet hos AMX-12t, en AMX-13 prototyp, under utprovning i USA, 19 december 1950.

Typen förekommer även hos pansarfordon i olika konfigurationer, vanligen i baktornet såsom hos AMX-13 och stridsvagn KRV, alternativt under pjäsen såsom hos Lorraine 40t och vissa AMX-50 varianter.

## Typer

Internvy av funktionen hos dubbeltrummagasin

Utöver enkla traditionella trummagasin finns bland annat:
- Dubbeltrumma (dubbeltrummagasin) – trummagasin bestående av två stycken ihopsittande trummor, var med egen fjädermatad patronrad, som matar vapnet samtidigt. Var patronrad möts mellan trummorna och bildar en enkelrad eller dubbelrad som matar vapnet.
- Sadeltrumma (sadelmagasin) – trummagasin bestående av två stycken ihopsittande trummor som monteras ovan vapen med var trumma hängande utöver var sida likt en sadel. Saknar vanligen mekanisk matning, utan använder en enkel friliggande bandad patronrad likt en bandkassett.
- Snigeltrumma (snigeltrummagasin) – av engelskans snail drum magazine, enkelt fjädermatat trummagasin med lång utåtvinklad matarhals till magasinbrunnen, givande utseendet av en snigel. Främst känd från kulsprutepistolen MP 18.
- Spiraltrumma (spiralmagasin) – av engelskans helical magazine, rörformat trummagasin med spiralgående patronrad längsmed rörets innerdiameter, ungefär som en spole (skulle förslagsvis kunna kallas spolmagasin).[a]

## Galleri

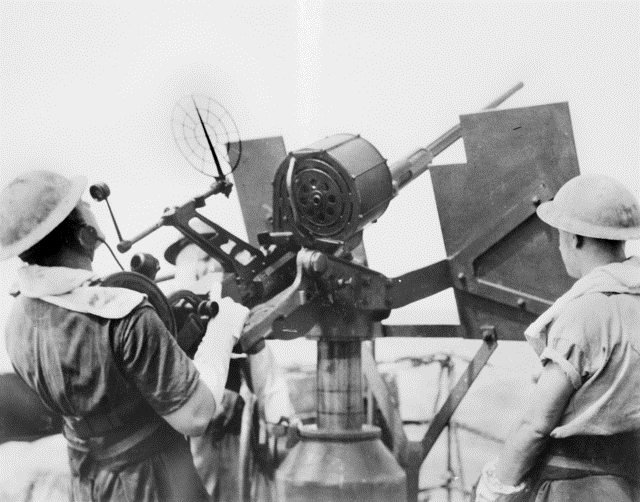
20 mm oerlikon Mark II automatkanon med trummagasin.
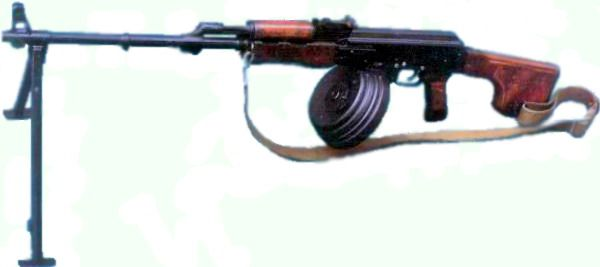
Sovjetiskt RPK kulsprutegevär med trummagasin.
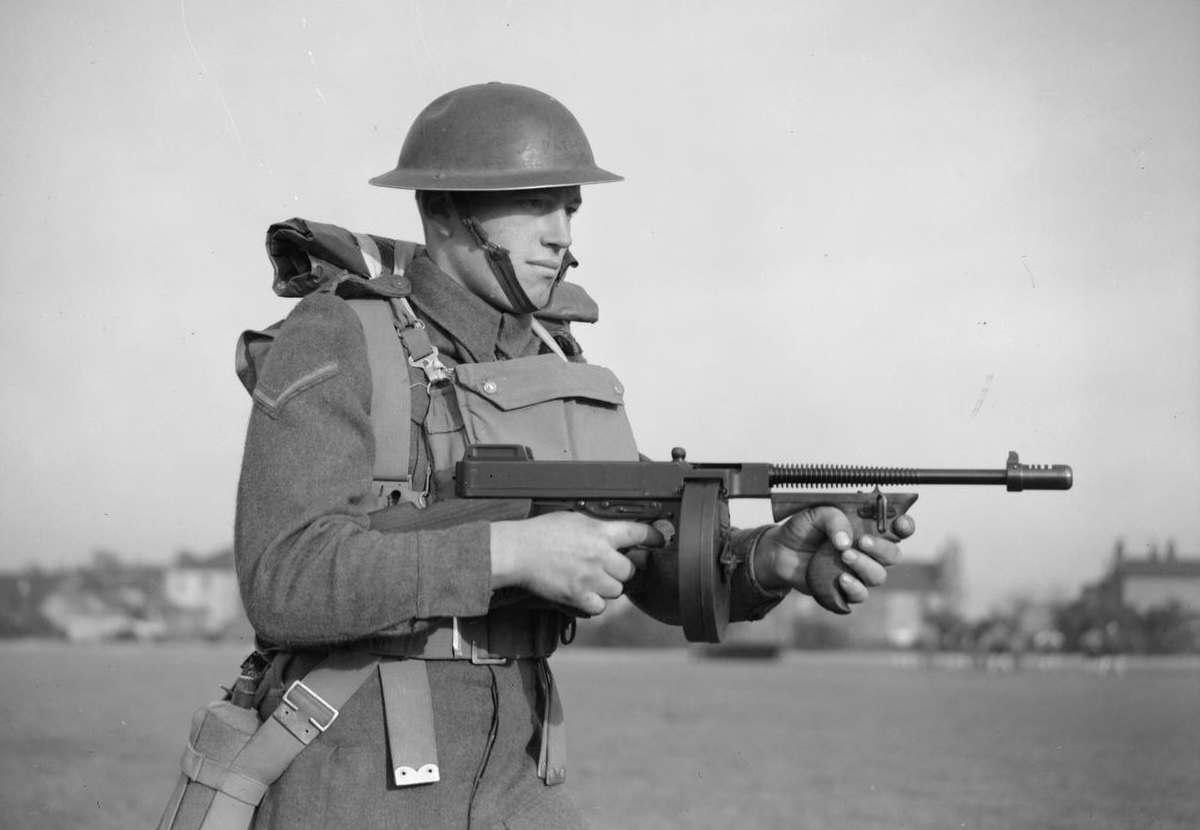
Brittisk korpral förandes en Thompson kulsprutepistol med trummagasin.
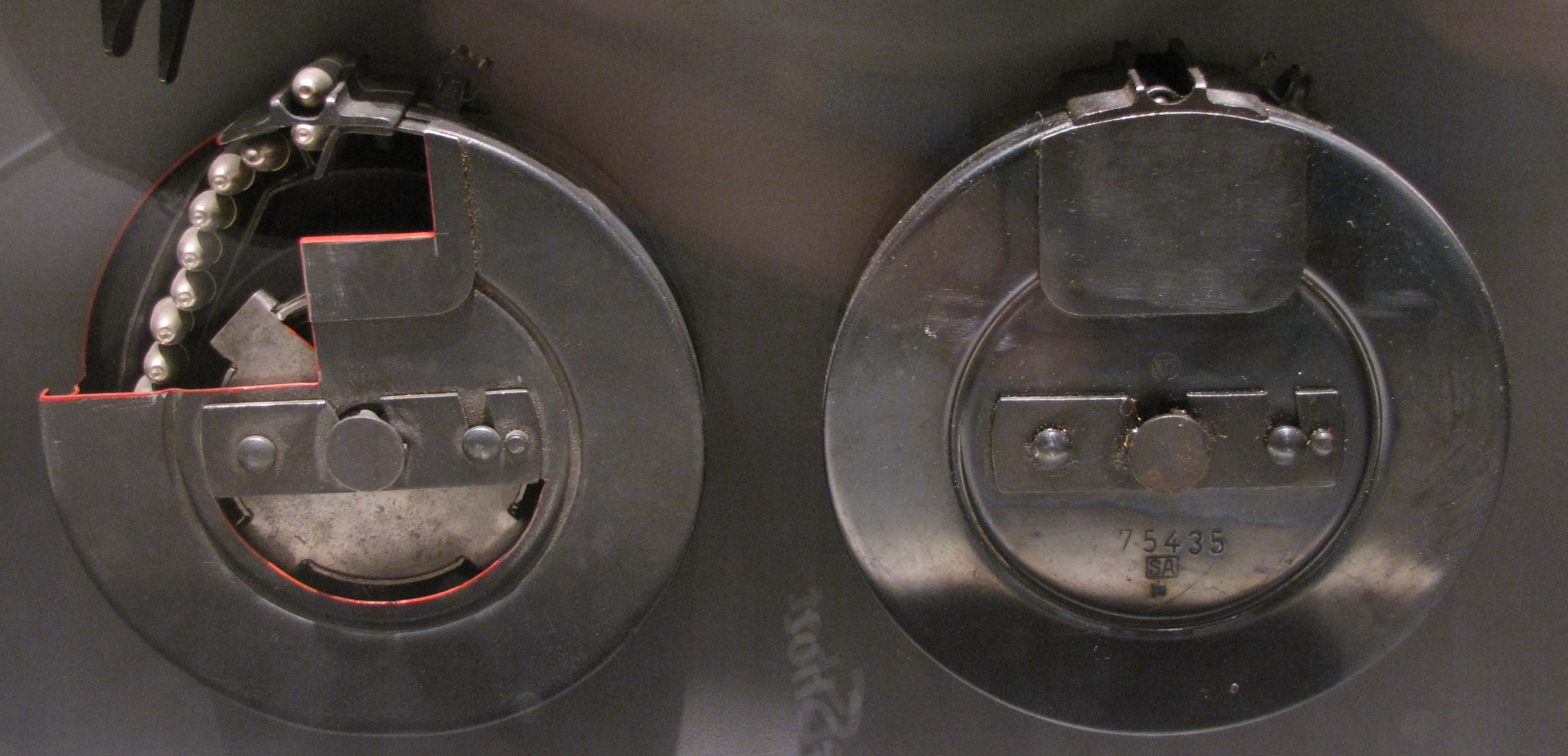
Trummagasin till en finsk kp/31 "maskinpistol".
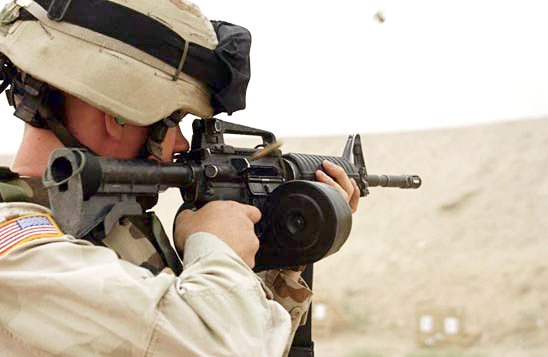
Beta C-Mag 100-skottsdubbeltrumma på en M4 carbine.